# Seongnam Football Club
Seongnam Football Club (en coreano: 성남 FC) es un club de fútbol situado en Seongnam, provincia de Gyeonggi (Corea del Sur). Juega en la K League 2, segunda categoría nacional.
Fue fundado en 1989 con el nombre de «Ilhwa Chunma» (en español: Caballo alado) y se estableció en Seúl, donde permaneció siete temporadas. En 1996 se vio obligado a trasladarse a Cheonan y tres años después se asentó definitivamente en Seongnam, a veintiocho kilómetros de la capital.
Es el equipo más laureado del país y en toda su historia ha ganado siete ligas, dos copas y tres copas de la liga, mientras que a nivel internacional ha conseguido dos Ligas de Campeones de la AFC en 1996 y 2010. La Federación Internacional de Historia y Estadística de Fútbol consideró que Ilhwa Chunma había sido el quinto mejor club de Asia en el siglo XX.
Seongnam F. C. es en la actualidad un club perteneciente a la comunidad. Desde 1989 hasta 2013 fue de Ilhwa, una empresa vinculada a la Iglesia de la Unificación, que también organiza competiciones como la Copa de la Paz. Pero en octubre de 2013 el alcalde de Seongnam anunció la compra del equipo para mantenerlo en la ciudad, por lo que adoptó una nueva identidad a partir de la temporada 2014.

## Historia

### Ilhwa Chunma (1989-1999)
El equipo fue fundado en noviembre de 1988 como «Ilhwa Chunma» por la empresa Ilhwa, especializada en la exportación de ginseng y agua mineral y vinculada a la Iglesia de la Unificación, que aspiraba a conseguir una franquicia en la liga de fútbol coreana desde hacía dos años. La palabra chunma significa «caballo alado» y es un animal mitológico de Corea del Sur, similar al pegaso. La presentación en sociedad tuvo lugar el 18 de marzo de 1989 y se confirmó que jugaría en el estadio Dongdaemun de Seúl.
En su primera temporada terminó en penúltima posición y un año después fue colista. Para mejorar el desempeño deportivo, los propietarios contrataron a internacionales como el guardameta ruso Valeri Sarychev y apostaron por dos valores emergentes: el delantero Ko Jeong-woon y el mediapunta Shin Tae-yong. Después de una segunda posición en 1992, a tan solo un punto del líder, Ilhwa Chunma fue campeón de liga durante tres temporadas consecutivas, desde 1993 hasta 1995, y se convirtió en uno de los clubes más potentes de Corea. Su reputación se consolidó con el triunfo en la Copa de Clubes de Asia 1995 sobre el Al-Nassr saudí.
En 1996, tres de los nueve participantes de la K-League —LG Cheetahs, Yukong Kokkiri e Ilhwa Chunma— estaban ubicados en Seúl. Para conseguir que la afición al fútbol se consolidase en otras provincias del país, la liga promovió el traslado de al menos dos franquicias. Pero como no alcanzó un acuerdo, los tres equipos se tuvieron que marchar a otras localidades. El Ilhwa Chunma se trasladó a Cheonan, una ciudad de Chungcheong del Sur a ochenta kilómetros de la capital.
El cambio no sentó bien al club, pues perdió apoyo popular, afrontó un relevo generacional y finalizó la liga en las últimas posiciones. Sin embargo, su rendimiento fue superior en otras competiciones. En la Copa de Clubes de Asia 1996-97 llegó hasta la final, donde fue derrotado en la prórroga por otro club surcoreano, el Pohang Steelers. Y a nivel nacional se hizo con la Korean FA Cup de 1999.

### Seongnam Ilhwa Chunma (2000-2013)

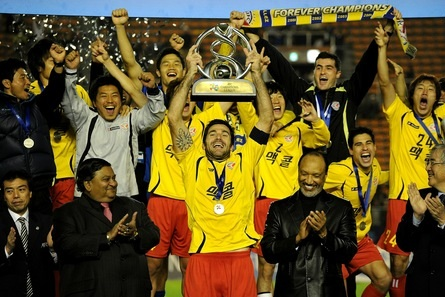
El Seongnam celebra la Liga de Campeones de la AFC de 2010.

Después de acabar en última posición durante dos temporadas consecutivas, los propietarios anunciaron un nuevo traslado de la franquicia a partir de 1999. En esta ocasión se llegó a un acuerdo con la ciudad de Seongnam, a veintiocho kilómetros de Seúl. Con una plantilla liderada por el veterano Shin Tae-yong, a la que se incorporaron estrellas como el serbio Saša Drakulić, el extremo Kim Dae-eui y el delantero Kim Do-hoon, el equipo ganó la liga durante tres temporadas consecutivas, desde 2001 hasta 2003, y obtuvo un triplete en 2002 al sumarse la Copa de la Liga y la Supercopa. Además, se proclamó campeón en la Copa de Campeones A3 de 2004. El entrenador durante todo ese periodo fue Cha Kyung-bok, que falleció poco después de retirarse de los banquillos.
El club mantuvo su dominio en el fútbol surcoreano con la llegada de Kim Hak-beom, quien en sus tres años al frente ganó una liga en 2006, con aportación destacada de los delanteros Woo Sung-yong y Mota. En 2008 se contrató al exjugador Shin Tae-yong y este amplió el palmarés con el segundo título continental, la Liga de Campeones de la AFC 2010, tras derrotar en la final al Zob Ahan FC iraní. Ese triunfo les permitió acudir a la Copa Mundial de Clubes de la FIFA 2010, donde quedaron en cuarta posición: después de perder en semifinales frente al Inter de Milán, también cayeron en la final de consolación con el Internacional de Porto Alegre. Su último título fue la Korean FA Cup de 2011.

### Seongnam F. C. (Desde 2014)
A raíz de los rumores de que Ilhwa pensaba trasladar el equipo a Ansan, el 3 de octubre de 2013 se anunció que el gobierno municipal de Seongnam había comprado el Ilhwa Chunma para transformarlo en un club de socios. En enero de 2014 se confirmó que el club pasaría a llamarse «Seongnam Football Club», con una imagen elegida por votación popular que representa una urraca negra, el ave de la ciudad.
El equipo dejó de dominar el fútbol surcoreano debido a la reducción presupuestaria, que le llevó a vender a sus mejores futbolistas. En 2016 descendió por primera vez en su historia a Segunda División, tras perder la promoción contra el Gangwon F.C., y permaneció allí durante dos temporadas hasta que en 2018 regresó a la máxima categoría.

## Uniforme
- Uniforme titular: Camiseta, pantalón y medias negras.
- Uniforme alternativo: Camiseta, pantalón y medias blancas.

## Estadio

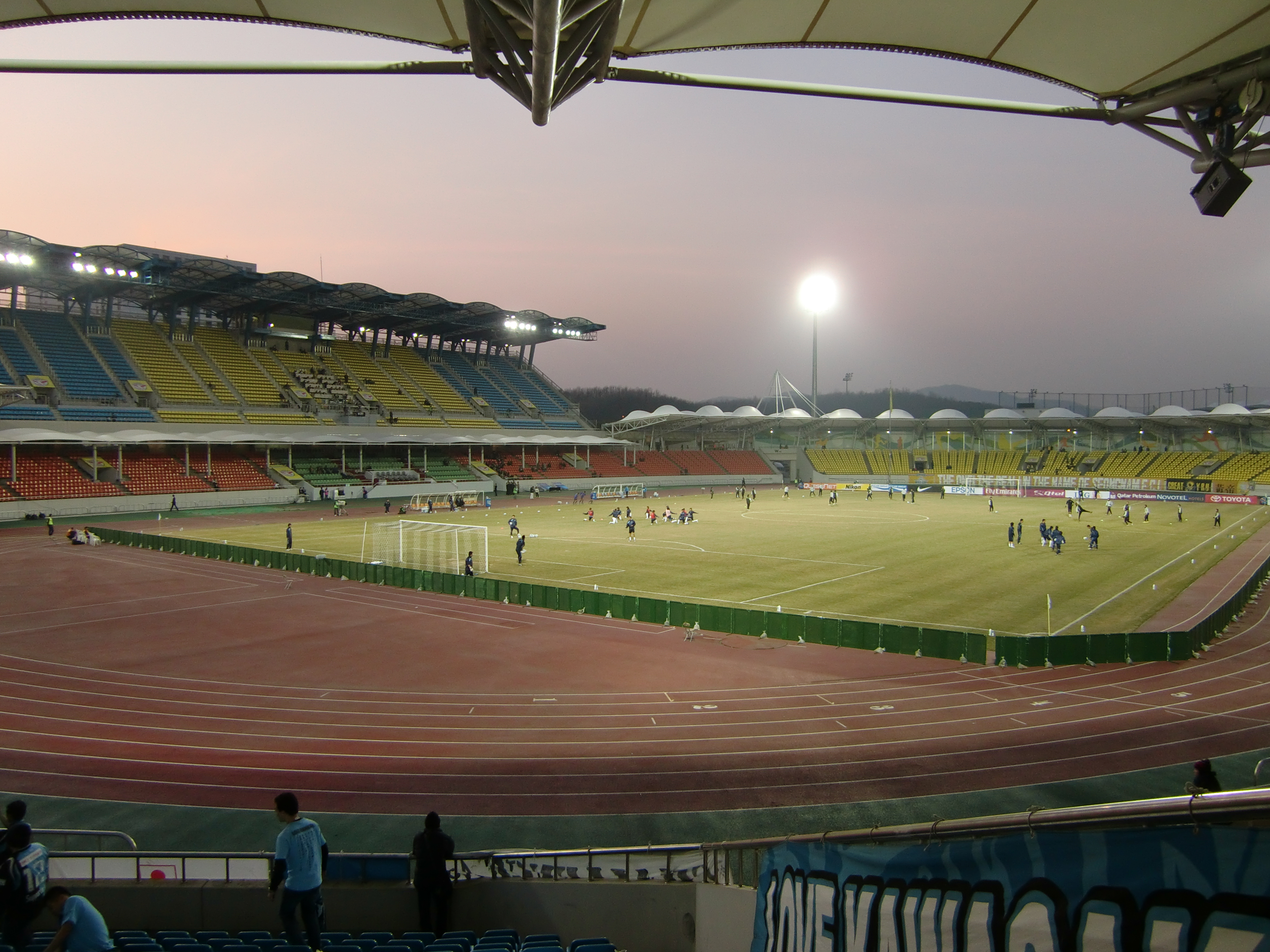
Interior del Complejo Deportivo de Tancheon.

El estadio del Seongnam FC es el Complejo Deportivo de Tancheon, con un aforo total de 16.000 espectadores y césped natural. Fue inaugurado en 2001. Se encuentra en la orilla del río Tancheon y en los alrededores hay paradas de metro y autobús. Es un recinto multiusos que está rodeado por una pista de atletismo, por lo que hay mucha separación entre el terreno de juego y el público, y está gestionado por el ayuntamiento de Seongnam.
El equipo ha contado con cuatro estadios a lo largo de su historia. El primero fue el estadio Dongdaemun de Seúl, donde permaneció desde 1989 hasta 1996, con capacidad para 22.700 personas. Entre 1996 y 1999 se marchó al estadio Oryong de Cheonan. Y su primer estadio en Seongnam fue el Complejo Deportivo de Seongnam, donde jugó sus cuatro primeras temporadas. Este recinto acogió partidos de hockey sobre hierba en los Juegos Olímpicos de Seúl 1988 y cuando terminó el evento, su uso se limitó a competiciones de atletismo. Debido a su mal estado de conservación, el club se trasladó a su actual localización de Tancheon.

## Datos del club
- Temporadas en K League Classic: 26

Debut: Temporada 1989
Mejor posición: 1º (siete ocasiones, la última en la temporada 2006)
Peor posición: 12º (temporada 2012)
Descensos: Ninguno
- Participaciones en la Liga de Campeones de la AFC: 8

Mejor posición: Campeón (dos ocasiones, la última en la temporada 2010)
- Participaciones en la Copa Mundial de Clubes de la FIFA: 1

Mejor posición: Cuarto (temporada 2010)

### Denominaciones
- 1989 a 1996: Ilhwa Chunma (일화 천마)
- 1996 a 1999: Cheonan Ilhwa Chunma (천안시 일화 천마)
- 2000 a 2013: Seongnam Ilhwa Chunma (성남 일화 천마)
- Desde 2014: Seongnam F. C. (성남 FC)

## Palmarés

### Torneos nacionales (14)
- K League 1 (7): 1993, 1994, 1995, 2001, 2002, 2003, 2006.

Subcampeón de la K League 1 (3): 1992, 2007, 2009.
- Korean FA Cup (3): 1999, 2011, 2014.

Subcampeón de la Copa de Corea del Sur (2): 1997, 2000, 2009.
- Copa de la Liga (3): 1992, 2002, 2004.

Subcampeón de la Copa de la Liga (3): 1995, 2000, 2006.
- Supercopa de Corea (1): 2002.

Subcampeón de la Supercopa de Corea (2): 2000, 2004.

### Torneos internacionales (5)
- Liga de Campeones de la AFC (2): 1995, 2010.

Subcampeón de la Liga de Campeones de la AFC (2): 1997, 2004.
- Supercopa de la AFC (1): 1996.
- Copa Afro-Asiática (1): 1996.
- Copa de Campeones A3 (1): 2004.